# Fuegos artificiales de San Sebastián

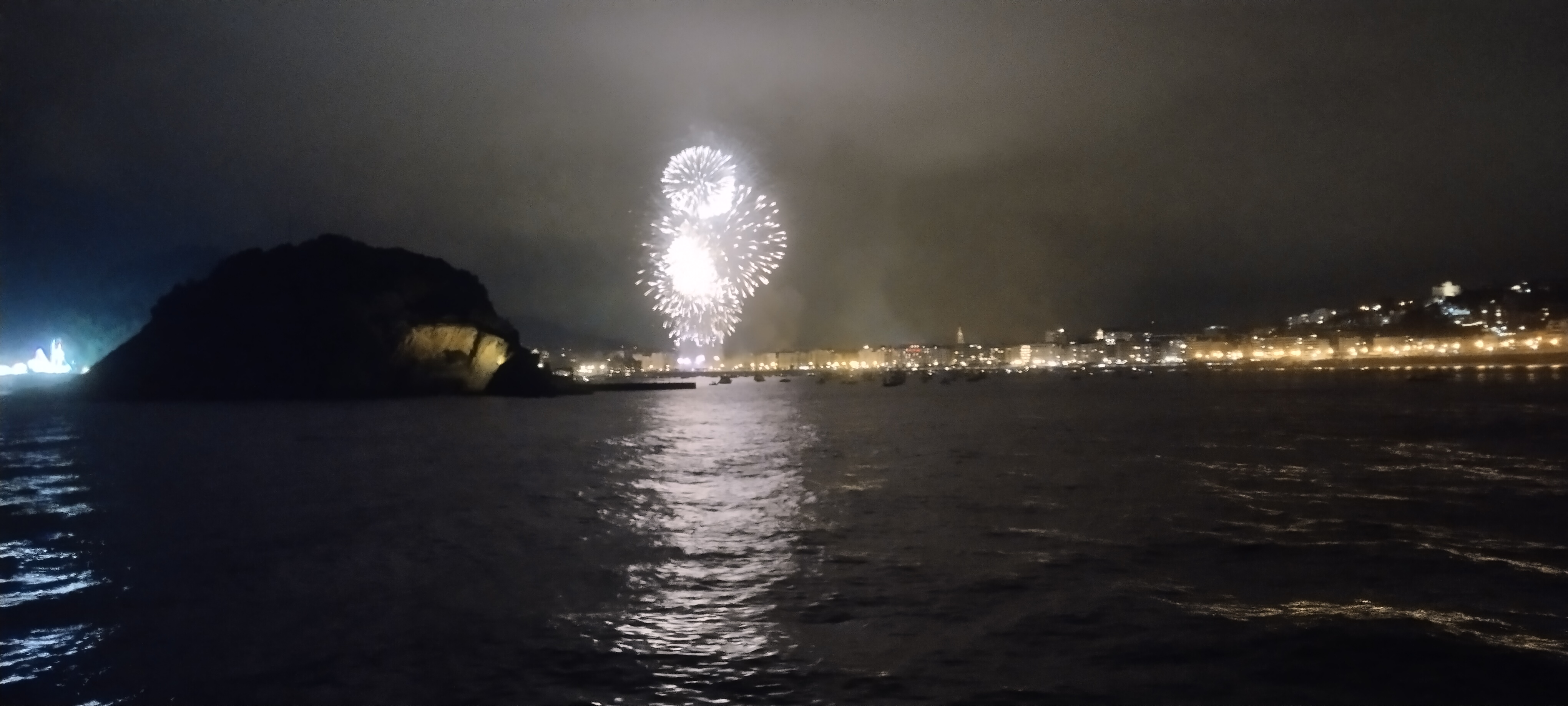
Fuegos artificiales de San Sebastián

El concurso de fuegos artificiales de San Sebastián en el País Vasco (España) es uno de los certámenes pirotécnicos más antiguos y prestigiosos de España.
Se celebra anualmente en agosto, en el marco de la Semana Grande, y es organizado por el Ayuntamiento de San Sebastián.
Los fuegos se lanzan desde los jardines de Alderdi Eder, junto a la playa de La Concha, creando un espectáculo visual  por su reflejo en el mar y la acústica de la bahía.
El concurso suele durar 8 días, con una exhibición diferente cada noche con una duración de 20 minutos.

## Historia y descripción
Aunque la tradición de los fuegos artificiales en San Sebastián se remonta a mucho antes, el concurso como tal se instauró oficialmente en 1964.
Con el paso de los años, el certamen ha adquirido reconocimiento internacional, atrayendo a las mejores pirotecnias del mundo, por orden de participaciones: España, Italia, Portugal, Francia, Alemania,  Reino Unido, seguido de otros 14 países.
Las empresas compiten por el prestigioso Trofeo Internacional Ciudad de San Sebastián cuyo jurado valora factores como originalidad, color, ritmo o variedad de efectos. El público también puede votar y se suele otorgar un Premio del Público.
En el año 2025, el premio monetario otorgado al ganador asciende a 7.000 euros; sin embargo, para las compañías pirotécnicas participantes, el mayor reconocimiento radica en el prestigio que conlleva obtener el primer lugar en la competición.
El palmarés del concurso donostiarra arroja a la barcelonesa Pirotecnia Igual, con siete conchas de Oro entre 1972 y 1988, como la firma que más éxito ha cosechado sobre la Bahía. Eso sin contar que la saga de los Caballer, en sus distintas variantes y generaciones, ganaron en hasta 15 ediciones.
El momento más crítico de la larga historia del Concurso sucedió en 1985, cuando poco después de comenzar el lanzamiento, un cohete terminó explotando ante la multitud congregada junto a la primera rampa de La Concha. Un niño de cinco años falleció y cerca de un centenar de personas resultaron heridas aquella víspera del día de la Virgen.
Los fuegos artificiales de San Sebastián concentran al mayor número de espectadores que cualquier evento en la ciudad con unos 90000 espectadores por día.